# 能斯特發光體

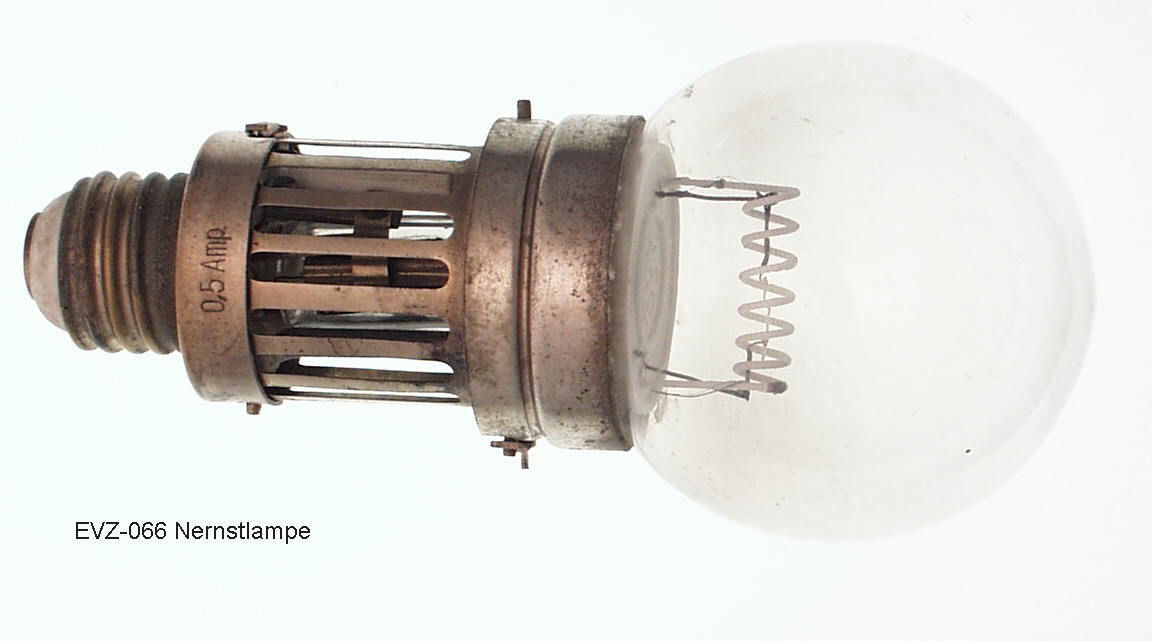
95V 0.5A 直流能斯特灯，现藏于德国曼海姆國家勞動和技術博物館

能斯特發光體（英語：Nernst glower）是一種舊式的白熾燈，它由瓦爾特·能斯特发明，可以提供光譜學所需的近紅外線連續光源。能斯特發光體的外型通常被製造成圓柱體棒狀或管狀，由二氧化鋯（ZrO2）、氧化釔（Y2O3）、氧化铒（Er2O3）三種化合物混合而成的氧化物混合物大概重量以90:7:3的比例製作。能斯特發光體須以電力加熱至2000 °C始得運作，且加熱過程剛開始需要外部熱源加熱，不能直接通電產生電流熱效應，因為在室溫下這種材料是絕緣體。
能斯特發光體後來被一種稱為格羅棒的碳化矽（SiC）電熱棒取代，兩者運作原理類似。差別在於，格羅棒在1100 °C就能運作，而且不需要任何初始加熱器，因為它本身在各種溫度下都是導體。格羅棒也比能斯特發光體更適合用於疏散避難系統。